# Антонов, Сергей Ефимович
Сергей Ефимович Антонов (1 апреля 1883, Москва — 26 февраля 1960, Москва) — русский и советский архитектор. Брат архитектора А. Е. Антонова.

## Биография
Родился 1 апреля 1883 года в Москве. В 1904 году окончил Московское училище живописи, ваяния и зодчества со званием неклассного художника-архитектора. В 1903—1914 годах работал временным помощником участкового архитектора. В 1914—1917 годах воевал на фронтах Первой мировой войны.
В 1918—1925 годах работал в Военно-инженерном ведомстве РККА. С 1928 по 1944 год работал архитектором в Энергострое, Теплоэлектропроекте, Управлении новостроек Академии наук, в архитектурных мастерских Москвы. В 1944 году вышел на пенсию.
До революции спроектировал и построил несколько доходных домов в Москве. Позднее занимался проектированием и строительством фабричных корпусов, электростанций в Иванове и Якутске, теплоэлектростанций, научно-исследовательских институтов Академии наук, посёлков и других сооружений. Всего более 20 осуществлённых проектов.
Член Союза архитекторов СССР с 1935 года. Участвовал в конкурсе Московского отделения Союза архитекторов на типовую жилую ячейку. Автор ряда печатных трудов. Награждён дореволюционными орденами и медалью.
Жил в Москве по адресу: Потаповский переулок, дом 8, кв. 9. Умер 26 февраля 1960 года.

## Работы
- Каланчёвская улица, 29 (1910, не сохранился)[2]
- Большой Головин переулок, 11 (1912)[2]
- Садовническая улица, 71, стр. 11 (перестройка, 1912)
- Большой Сухаревский переулок, 4 (1910)[2]
- Кожевническая улица, 26 (1914)[2]
- Старый Толмачёвский переулок, 17 (1914)[2]
- 5-й Монетчиковский переулок, 20, стр. 3 (1914)
- Типовые проекты кинотеатров (совместно с А. Н. Фёдоровым и И. Т. Буровым)[1]
- Правовой институт (совместно с А. М. Александровым)[1]